# Фест (митологија)
Фест је било име више личности из грчке митологије. 

## Митологија
- Био је Ропалов син и Хераклов унук, краљ Сикиона, одакле је емигрирао на Крит. Према Паусанији он је установио обичај да се Херакле у Сикиону обожава као бог, јер се дотле сматрао тек херојем.[1]
- У Хомеровој „Илијади“ је поменут као Боров син са Тарне (Меонија) кога је у току тројанског рата убио Идоменеј.[1]